# Twee mannequins bij Hirsch
Twee mannequins bij Hirsch is een schilderij van de Nederlandse kunstschilder Isaac Israëls, olieverf op doek, 79,5 x 51 centimeter groot, gemaakt rond 1916. Het toont de modellentweeling Ippy en Gertie Wehmann, die kleding showt bij het modehuis Hirsch & Cie. Het werk bevindt zich in een particuliere collectie.

## Israels en Hirsch
Rond 1900 kwam Israëls via zijn vriendin Thérèse Schwartze in contact met de directie van Modehuis Hirsch in Amsterdam. De van oorsprong Brusselse kledingzaak zat sinds 1881 aan het Leidseplein en gold aan het begin van de twintigste eeuw als een van de meest toonaangevende modehuizen in Nederland. Israëls kreeg speciale toestemming om te schilderen tijdens modeshows, bij de paskamers en in de naaiateliers en verwierf zichzelf, behalve als stadsschilder, een belangrijke naam als modeschilder. Hij portretteerde naaistertjes, mannequins, klanten enzovoort, vaak in bruin en grijstinten, geaccentueerd met felle kleuren.
In 1903 verhuisde Israëls naar Parijs, waar hij door Hirsch geïntroduceerd werd bij modehuis Paquin. Ook daar zou hij tien jaar lang talloze taferelen schilderen in de modewereld. Toen hij in 1915, na een tussenstop van twee jaar in Londen terugkeerde naar Nederland, zou hij met regelmaat ook weer afreizen naar Hirsch om er te schilderen. In deze periode maakte hij een aantal van zijn bekendste portretten. Zijn favoriete modellen waren de tweelingzusjes Helena en Geertruida Wehmann, die bekendstonden onder de artiestennamen Ippy en Gertie.

## Ippy en Gertie
Ippy en Gertie werden geboren op 29 juni 1895. Op zestienjarige leeftijd werden ze door hun ouders naar Londen gestuurd om levenservaring op te doen en de Engelse taal te leren. Daar werden ze als mannequin ontdekt en gingen ze werken voor het modehuis Lucille. Korte tijd later verhuisden ze naar Parijs, dat ook toen al gold als het modecentrum van de wereld, en zetten daar hun carrière voort.
In Parijs verloofde Gertie zich met een Franse graaf, maar nadat die aan het begin van de Eerste Wereldoorlog sneuvelde, keerden beide meisjes terug naar Amsterdam. Daar zouden ze in de periode 1916-1918 met regelmaat werkzaam zijn als topmodellen hij modehuis Hirsch. Het was ook in deze periode dat Israëls weer bij Hirsch schilderde en zijn bekend geworden portretten van de tweeling maakte, aangetrokken door de natuurlijke uitstraling van de knappe jonge vrouwen.
Ippy en Gertie hadden in 1920 nog een kleine rol in een Engelse film met Gloria Swanson, waarna hun carrière snel afliep. Ze huwden en zouden beiden op latere leeftijd gaan wonen in de Pieter Aertszstraat te Amsterdam. Ippy overleed in 1964 aan een hersenbloeding, Gertie overleed in 1975.

## Afbeelding
Opmerkelijk aan het oeuvre van Israëls is dat hij schilderde wat zich aandiende: het moderne leven van zijn tijd, de steden waar hij verbleef, de mensen met wie hij verkeerde, de modellen uit de modewereld waarin hij min of meer toevallig verzeild was geraakt. Zo ook zijn portretten van Ippy en Gertie bij Hirsch. Ongehinderd kon hij hen schilderen tijdens hun modellenwerk bij het modehuis.
In Twee mannequins bij Hirsch tekent hij ze in zijn bekende schetserige impressionistische stijl, zonder glitter en glans, eerder sober, maar als altijd met veel gevoel voor elegantie. Uit alles blijkt zijn scherp observatievermogen. Veel aandacht heeft hij voor de effecten van het licht en de harmonie der kleuren, waarbij de rode jurk van Gertie sterk contrasteert met de gedempte kleuren van de achtergrond en de stemmig-zwarte jurk van Ippy. Opvallend is zeker ook de karaktertekening die achter de gezichtsuitdrukkingen van beide jonge dames uitgaat en die een zekere professionele verveeldheid lijkt uit te stralen. Het lijkt allemaal erg ongeposeerd, wat het misschien ook was. Het doet wel denken aan een "snapshot": een toevallige afbeelding van een toevallig moment van verminderde concentratie tussen de bedrijven van de werkzaamheden door. Die terloopsheid doet echter op geen enkele wijze afbreuk aan de schoonheid van de dames, waarvoor Israëls bewondering doorheen het hele werk voelbaar is.

## Andere portretten van Ippy en Gertie

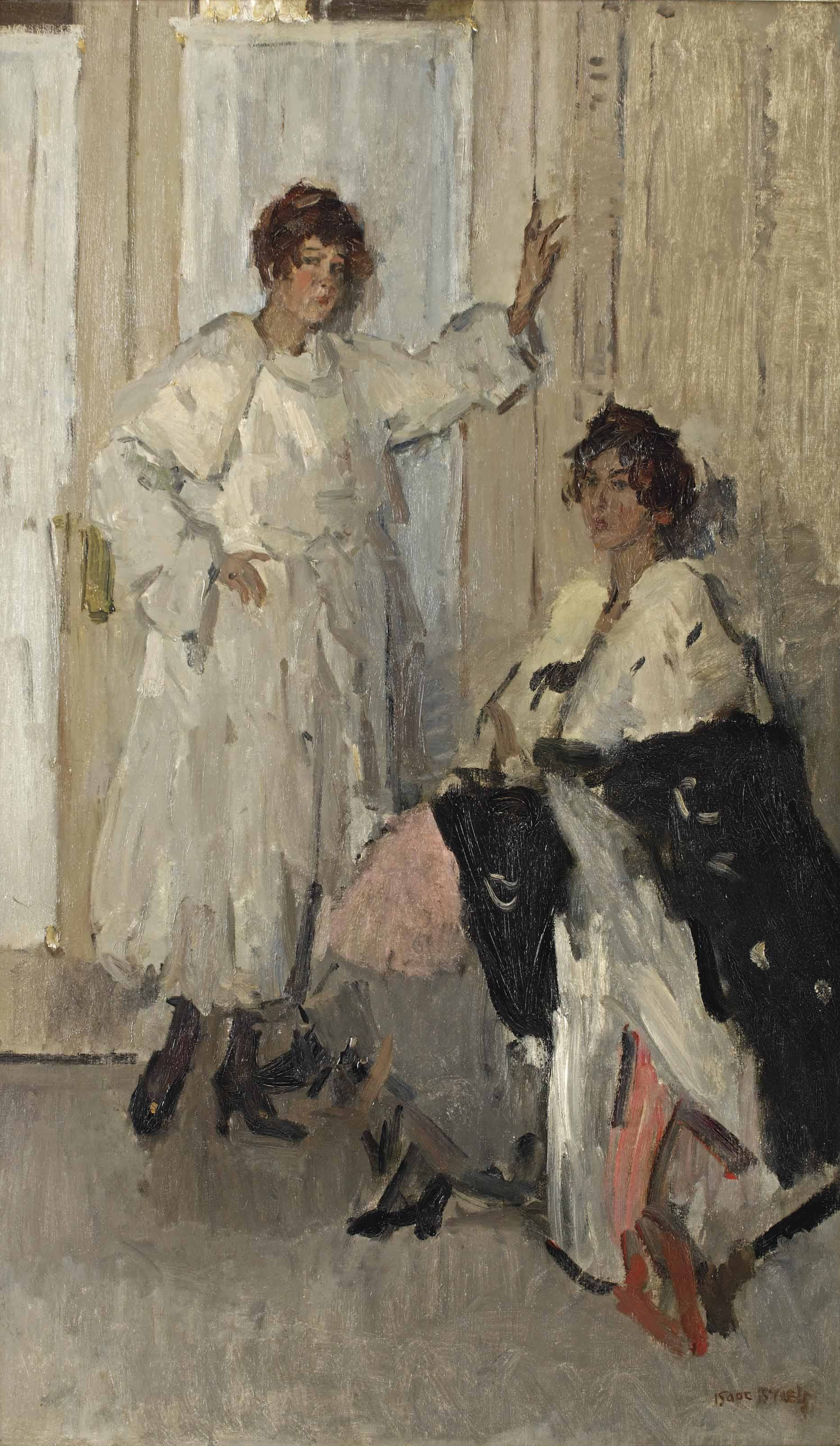
Ippy en Gertie bij Hirsch
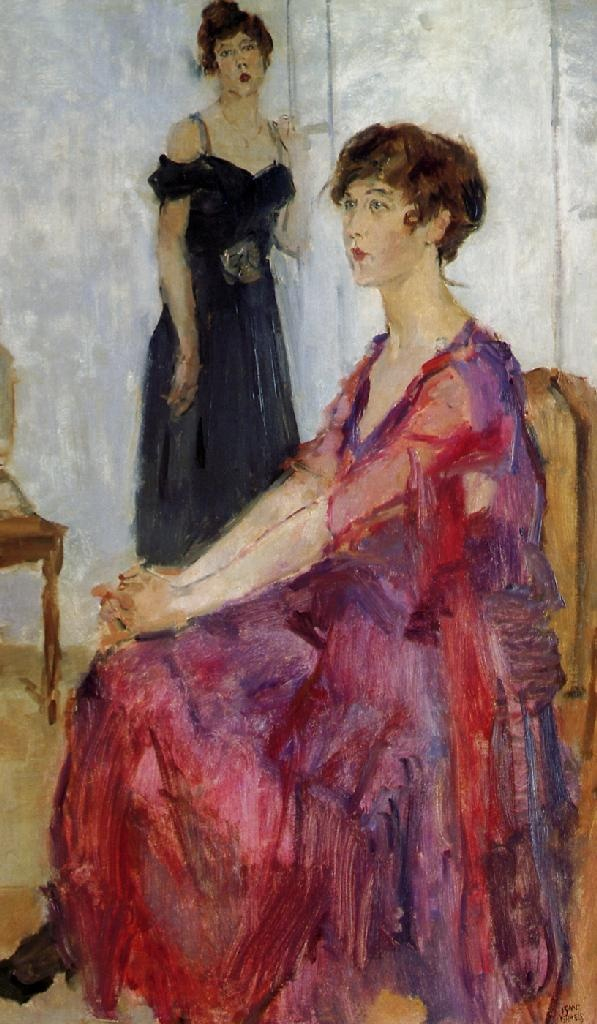
Ippy en Gertie, zonlicht
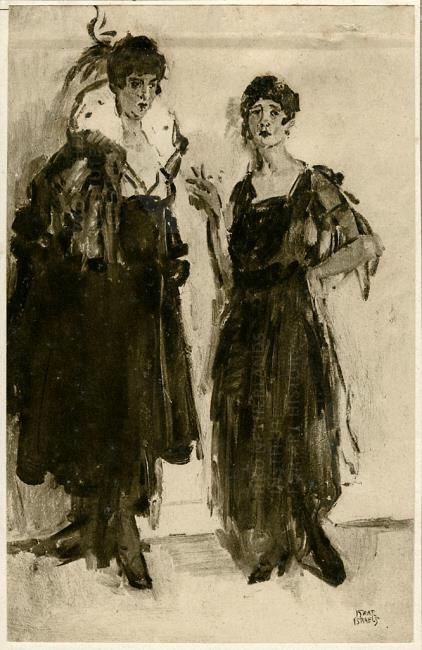
Ippy en Gertie staande
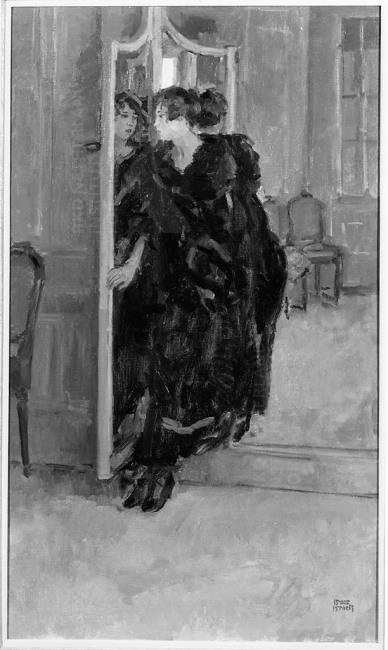
Gertie voor de spiegel bij Hirsch
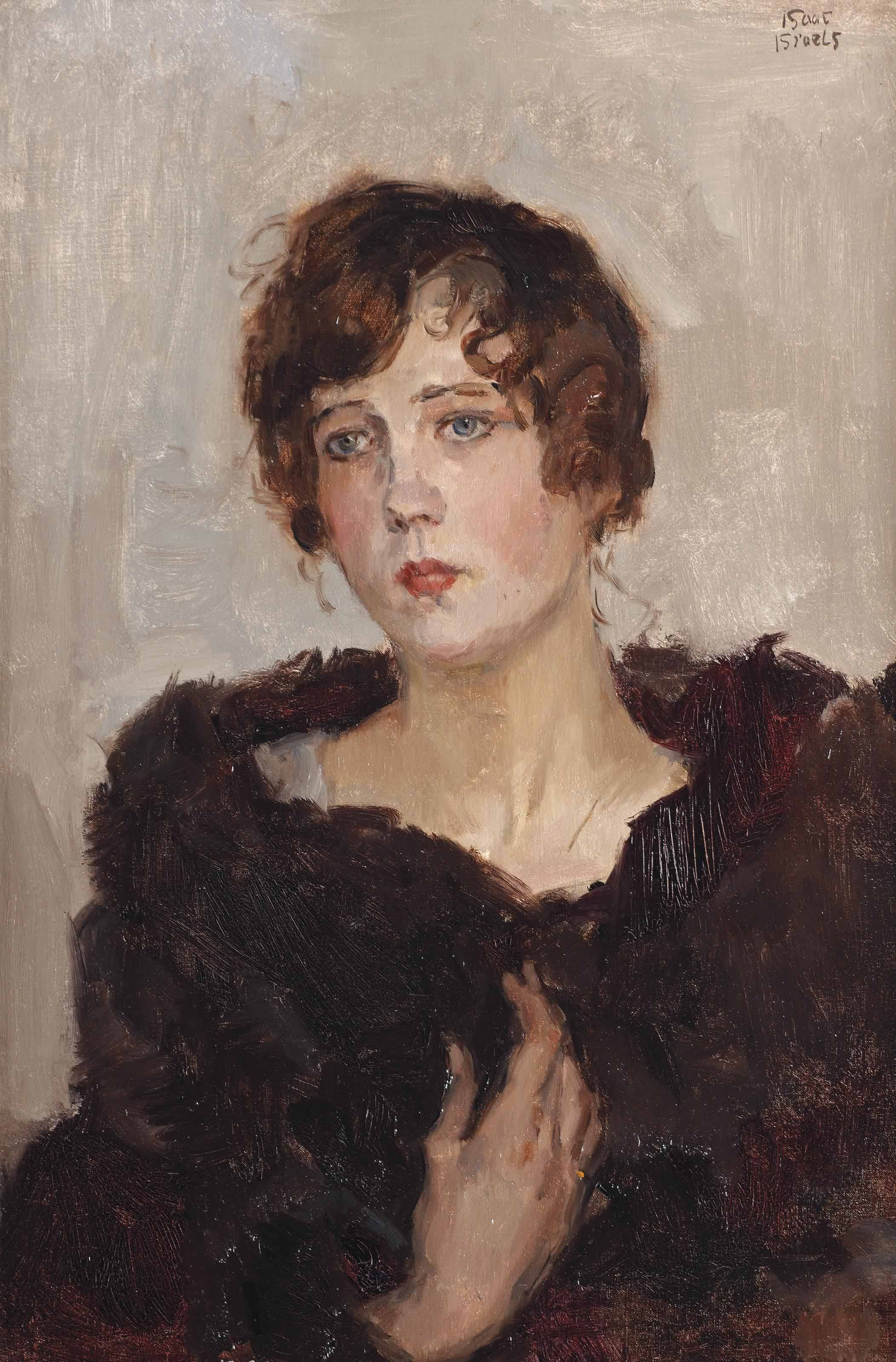
Gertie met bontmantel